# Emily Davison
Pour les articles homonymes, voir Davidson.
Emily Wilding Davison, née le 11 octobre 1872 à Blackheath et morte des suites de ses blessures le 8 juin 1913 à Epsom, est une suffragette britannique.
Membre du Women's Social and Political Union (WSPU), elle est rendue célèbre par ses actions en faveur du droit de vote des femmes. Davison milite à partir de 1906 en pratiquant la désobéissance civile et est emprisonnée à plusieurs reprises. Le 4 juin 1913, elle pénètre sur la piste lors du derby d'Epsom. Renversée par l'un des chevaux disputant la course, elle meurt de ses blessures quatre jours plus tard.

## Biographie

### Jeunesse
Emily Wilding Davison naît à Blackheath, au sud-est de Londres. Fille d'un homme d'affaires, Charles Davison, et de sa seconde épouse Margaret, elle est scolarisée à la Kensington High School. Elle intègre ensuite le Royal Holloway College de l'université de Londres où elle étudie la littérature jusqu'à la mort de son père, survenue en 1893. Elle doit alors abandonner ses études, sa mère ne pouvant faire face aux frais de scolarité. Elle devient gouvernante, puis exerce le métier d'institutrice à Edgbaston et Worthing. Après avoir repris les cours au St Hugh's College de l'université d'Oxford en dehors de ses heures de travail, elle obtient son diplôme avec mention (first class honours) en 1897,.

### Engagement au WSPU
Emily Davison est gouvernante dans une famille du Berkshire jusqu'en 1906, date à laquelle elle rejoint une organisation militant pour le droit de vote des femmes au Royaume-Uni, le Women's Social and Political Union (WSPU), fondé par Emmeline Pankhurst. À partir de 1909, elle se consacre entièrement au mouvement et gagne sa vie en écrivant dans des revues, comme Votes for Women, le journal du WSPU,. Au sein de l'organisation, Davison est considérée comme une militante dévouée, mais aussi comme un « électron libre » (wild card) menant des actions radicales de sa propre initiative,.
Davison s'adonne à des actes de désobéissance civile et est emprisonnée à neuf reprises. En avril 1911, elle parvient à se glisser à St Mary Undercroft (en), la chapelle du palais de Westminster, et passe la nuit précédant le recensement cachée dans un placard à balais afin de déclarer symboliquement la Chambre des communes comme son domicile, revendiquant ainsi les mêmes droits politiques que les hommes. Sous les verrous, elle continue de protester, observe des grèves de la faim et est nourrie de force,. En 1912, elle purge une peine de six mois pour avoir mis le feu à des boîtes aux lettres. Davison endommage sa colonne vertébrale lorsqu'elle enjambe un garde-corps à la prison d'Holloway et se jette dans la cage d'escalier pour attirer l'attention sur la douloureuse pratique du gavage. Sa chute est stoppée par un grillage métallique. Par la suite, elle explique : « Dans mon esprit, vint l'idée qu'un geste de protestation désespéré devait être entrepris afin de mettre un terme à l'horrible torture que l'on nous infligeait. » (« In my mind was the thought that some desperate protest must be made to put a stop to the hideous torture which was now being our lot. »).

### Accident au Derby d'Epsom

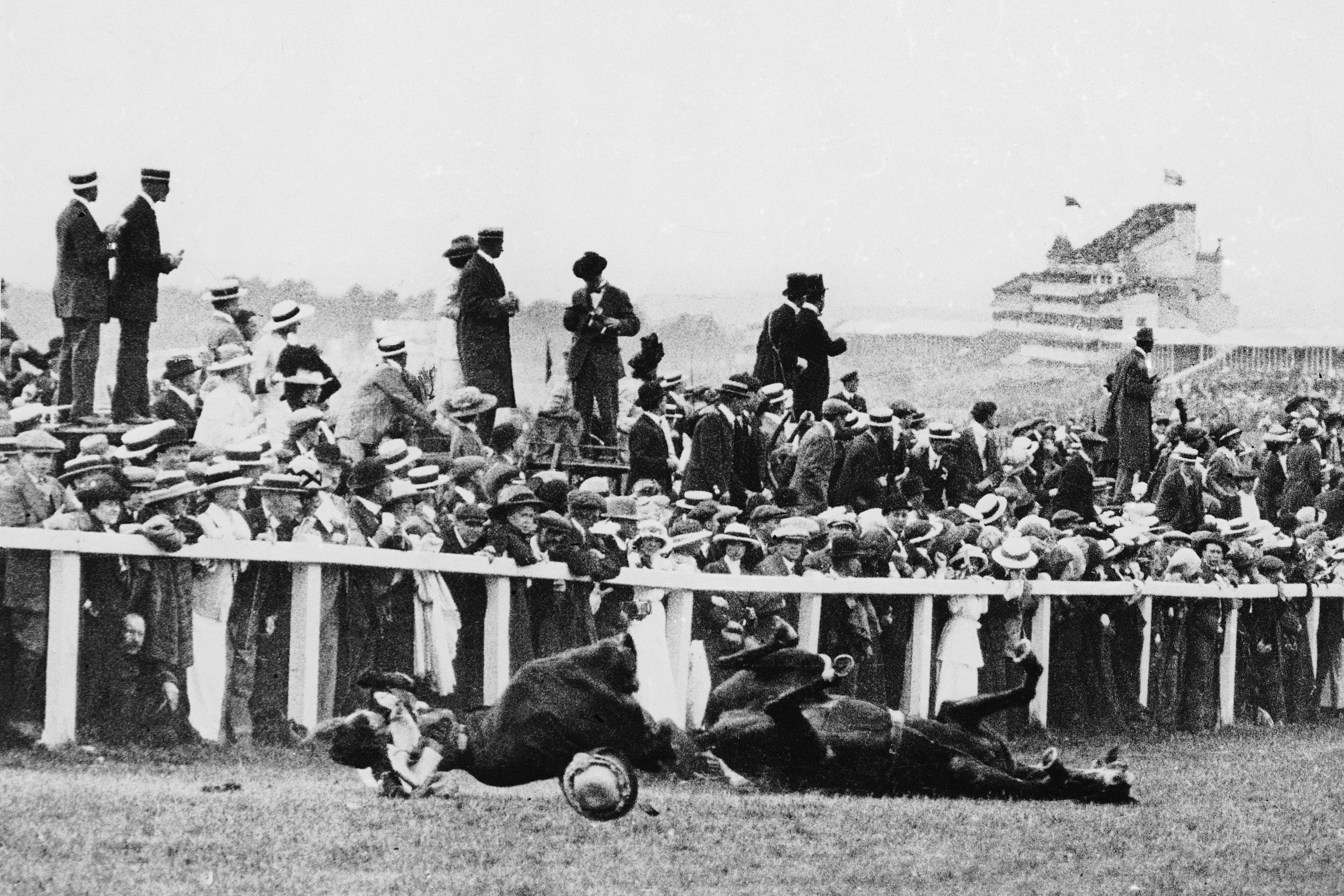
L'accident de 1913, à la suite duquel Emily Davison trouva la mort.

Le 4 juin 1913, Emily Davison se trouve parmi les 500 000 spectateurs du Derby d'Epsom, une prestigieuse course hippique. Elle est placée à l'intérieur du virage de Tattenham Corner. Durant la course, elle passe sous la barrière de sécurité et pénètre sur la piste. Elle s'approche d'Anmer, un cheval de course monté par le jockey Herbert Jones et appartenant au roi George V, qui la renverse. Le cheval et le jockey survivent, mais Davison est hospitalisée et meurt de ses blessures le 8 juin,.
Ses funérailles ont lieu le 14 à Bloomsbury, dans le district de Camden. Deux mille suffragettes, appartenant à différentes associations militantes, entre autres le WSPU, la Women's Freedom League et la Church League for Women's Suffrage, assistent à la cérémonie. Davison est inhumée à Morpeth,.
Un film sur l'accident a été tourné par British Pathé (en) : Emily Davison Throws Herself Under The Kings Horse (1913).

## Interprétations de son geste

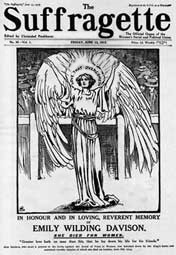
Exemplaire du journal The Suffragette rendant hommage à Emily Wilding Davison.

Les raisons de son geste font débat. L'évènement a été interprété comme une tentative de suicide ou un accident,,. Le médecin légiste qui l'examine conclut à un accident (misadventure). Sa famille doute qu'elle ait voulu se suicider, Davison n'ayant pas laissé de lettre à sa mère avant de se rendre au derby,. Deux drapeaux du WSPU sont retrouvés dans son manteau, son sac contient un ticket de retour et une invitation pour une manifestation de suffragettes, ce qui pousse les historiens à écarter l'hypothèse du suicide,.
Un reportage diffusé en mai 2013 par la chaîne de service public Channel 4 présente des images de l'incident d'Epsom filmées en 1913 pour le journal cinématographique Gaumont sous trois angles différents. Le film a été restauré pour l'occasion. La présentatrice Clare Balding (en) et son équipe estiment que Davison était en bonne position pour voir les concurrents du Derby arriver et s'est dirigée intentionnellement vers Anmer afin de suspendre une écharpe aux couleurs du WSPU à la bride du cheval appartenant au roi George V. Selon Balding, la militante aurait sous-estimé la vitesse des concurrents, et n'aurait pu éviter la collision.

## Postérité
L'ouvrage The Life of Emily Davison de Gertrude Colmore est édité peu après sa mort. Il est considéré par Ann Morley et Liz Stanley, dont la biographie The Life and Death of Emily Wilding Davison est publiée en 1988, comme un ouvrage militant, écrit à la gloire de Davison.
En 1999, le parlementaire travailliste Tony Benn révèle avoir placé clandestinement une plaque à la mémoire d'Emily Davison au palais de Westminster. Elle est située dans l'armoire à balais où la militante a passé une nuit en avril 1911. Selon Benn, il s'agit de « l'un des rares monuments dédiés à la démocratie présents dans le bâtiment ».

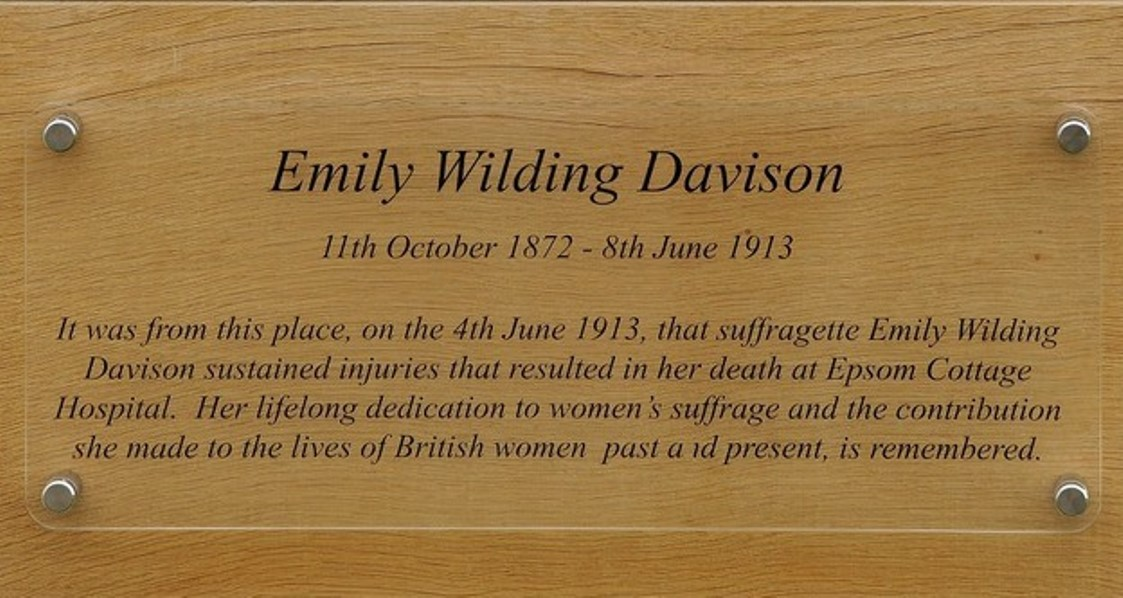
Plaque commémorative à Epsom.

Une plaque commémorant le centenaire de la mort de la militante est inaugurée officiellement en avril 2013 sur le champ de course d'Epsom, dans le virage de Tattenham Corner où a eu lieu la collision.
Il est fait référence à Emily, et à son rôle important pour l’obtention du droit de vote pour les femmes, dans la pièce de théâtre Les suffagettes, filles mères rebelles, jouée au festival d’Avignon en 2024 et 2025. La compagnie Le Road Movie Cabaret a produit et crée cette pièce, qui est en partie musicale.
Le documentaire Les Suffragettes, ni paillassons ni prostituées, diffusé sur Arte en 2012, évoque le rôle d'Emily Davison dans le mouvement des suffragettes.
Le rôle d'Emily Davison dans le mouvement des suffragettes et son accident au Derby d'Epsom apparaissent dans le film Les Suffragettes de Sarah Gavron (2015). Le personnage est interprété par Natalie Press.
Dans son roman Le Récital des anges (2003), Tracy Chevalier s'inspire de son histoire pour le personnage de Kitty Coleman, une suffragette qui décède après avoir été heurtée par un cheval lors d'une manifestation.[réf. nécessaire]